# Lista de Estados extintos
Relação de alguns países e civilizações que existiram durante a história, mas devido a diversas vicissitudes foram: extintas devido unirem-se a outras mudado de nome, ou foram conquistadas, havendo dissolvidão, segregação, secessionamento.

## Idade Antiga
| Mapa | Nome (em ordem alfabética)  | Continente    | Período                      |
| ---- | --------------------------- | ------------- | ---------------------------- |
|      | Cítia                       | Eurásia       | Século VII a.C - c. 100 a.C. |
|      | Civilização do Vale do Indo | Ásia          | c. 3000 a.C – c. 1300 a.C    |
|      | Elam                        | Ásia          | 3300 a.C – 539 a.C.          |
|      | Elimaida                    | Ásia          | 147 a.C. – 224               |
|      | Etrúria                     | Europa        | 900 a.C - 27 a.C             |
|      | Fenícia                     | Ásia          | 2500 a.C - 539 a.C           |
|      | Filisteia                   | Ásia          | 1175 a.C - 722 a.C           |
|      | Liga Aqueia                 | Europa        | 280 a.C - 146 a.C.           |
|      | Liga Etólia                 | Europa        | Século IV a.C – 188 s.C      |
|      | Império Acádio              | Ásia          | c. 2334 a.C - 2154 a.C       |
|      | Império Antigo              | África        | ca. 2686- 2 181 a.C.         |
|      | Império das Gálias          | Europa        | 260 – 274                    |
|      | Império de Axum             | África/Ásia   | c. 80 a.C - 940              |
|      | Império Cartaginês          | Eurafrásia    | 575 a.C. – 146 a.C.          |
|      | Império Chera               | Ásia          | Século I - Século XII        |
|      | Império Cuchana             | Ásia          | 60 – 375                     |
|      | Império Hitita              | Ásia          | c. 1600 a.C - c. 1178 a.C    |
|      | Império Huno                | Eurásia       | 370 – 469                    |
|      | Império Kadamba             | Ásia          | 345 - 525                    |
|      | Império Kalabhra            | Ásia          | 250 - 600                    |
|      | Império Máuria              | Ásia          | 323 a.C. – 185 a.C.          |
|      | Império Médio               | África        | ca. 2055 - 1 650 a.C.        |
|      | Império Medo                | Ásia          | 678 a.C. – 550 a.C.          |
|      | Império Nanda               | Ásia          | Século V a.C – c. 322 a.C    |
|      | Império Neoassírio          | Ásia          | 911 a.C - 609 a.C            |
|      | Império Neobabilônico       | Ásia          | 326 a.C – 539 a.C            |
|      | Império Novo                | África e Ásia | ca. 1550 - 1 077 a.C.        |
|      | Império Paleobabilônico     | Ásia          | c. 1894 a.C - c. 1595 a.C    |
|      | Império Pallava             | Ásia          | 275 - 897                    |
|      | Império Pandia              | Ásia          | século IV a.C.-século XVI    |
|      | Império Parta               | Ásia          | 257 a.C. – 224               |
|      | Império Romano              | Eurafrásia    | 27 a.C. - 476                |
|      | Mahajanapadas               | Ásia          | c. 600 a.C - c. 345 a.C      |
|      | Reino da Albânia (Cáucaso)  | Eurásia       | Século II - Século VIII      |
|      | Reino da Bitínia            | Ásia          | 297 a.C - 74 a.C             |
|      | Reino da Capadócia          | Europa        | c. 320 a.C - 17              |
|      | Reino da Dácia              | Europa        | 168 a.C. - 106               |
|      | Reino da Dumnônia           | Europa        | Século IV-Século VIII        |
|      | Reino da Ibéria             | Eurásia       | 302 a.C - 580                |
|      | Reino da Galácia            | Ásia          | 280 a.C. - 64 a.C.           |
|      | Reino da Lícia              | Ásia          | 1 250 a.C. - 546 a.C.        |
|      | Reino da Lídia              | Ásia          | 1 200 a.C. - 546 a.C.        |
|      | Reino da Macedônia          | Eurafrásia    | 800 a.C. – 146 a.C.          |
|      | Reino da Numídia            | África        | 202 a.C. – 46 a.C.           |
|      | Reino de Adiabena           | Ásia          | 15 – 116                     |
|      | Reino de Aidhne             | Europa        | ? - ?                        |
|      | Reino de Airgíalla          | Europa        | 331-1585                     |
|      | Reino de Amom               | Ásia          | c. Século X a.C - 332 a.C    |
|      | Reino de Araba              | Ásia          | Século II - 241              |
|      | Reino de Atropatene         | Ásia          | c. 323 a.C - 226             |
|      | Reino de Caracena           | Ásia          | 141 a.C – 227                |
|      | Reino de Cólquida           | Eurásia       | Século XIII a.C - 164 a.C    |
|      | Reino de Comagena           | Ásia          | 163 a.C. - 72                |
|      | Reino de Gordiena           | Ásia          | 189 a.C. - 90 a.C.           |
|      | Reino de Cuxe               | África        | c. 1070 a.C – c. 350         |
|      | Reino de Dogfeiling         | Europa        | 445-c. 700                   |
|      | Reino de Edom               | Ásia          | c. Século XIII a.C - 125 a.C |
|      | Reino de Quinda             | Ásia          | Século II/III-529            |
|      | Reino de Mágada             | Ásia          | c. 1200 a.C - 322            |
|      | Reino de Mide               | Europa        | Século I - Século XII        |
|      | Reino de Osroena            | Ásia          | 132 a.C. – 214               |
|      | Reino de Pengwern           | Europa        | ?-642                        |
|      | Reino de Pérgamo            | Eurásia       | 241 a.C. – 133 a.C.          |
|      | Reino de Roma               | Europa        | 753 a.C. - 509 a.C.          |
|      | Reino de Sabá               | Ásia          | Entre 1200 e 800 a.C - 275   |
|      | Reino de Uí Maine           | Europa        | c. 357 - 1611                |
|      | Reino de Ulaid              | Europa        | Antes de 450 - 1177          |
|      | Reino do Bósforo            | Europa        | 438 a.C. - 336               |
|      | Reino do Epiro              | Europa        | século VI – 146 a.C.         |
|      | Reino do Ponto              | Ásia          | 291 a.C. – 62                |
|      | Reino Gépida                | Europa        | 250 – 567                    |
|      | Reino Greco-Báctrio         | Ásia          | 256 a.C. – 125 a.C.          |
|      | Reino Himiarita             | Ásia          | 110 a.C. - Década de 520     |
|      | Reino Indo-Cita             | Ásia          | 200 a.C. – 400               |
|      | Reino Indo-Grego            | Ásia          | 180 a.C. – 10                |
|      | Reino Indo-Parta            | Ásia          | 12 a.C. - 130                |
|      | Reino Lacmida               | Ásia          | c. 300 - 602                 |
|      | Reino Odrísio               | Europa        | 460 a.C. – 46                |
|      | República Romana            | Eurafrásia    | 509 a.C. - 327 a.C.          |
|      | Suméria                     | Ásia          | c. 4500 a.C - 1 900 a.C.     |
|      | Tartesso                    | Europa        | c. 1000 a.C - c. 550 a.C     |
|      | Urartu                      | Ásia          | 860 a.C. – 590 a.C.          |

## Idade Média (476-1453)
| Imagem             | Nome (em ordem alfabética)           | Fundação                                       | Extinção                                       |
| ------------------ | ------------------------------------ | ---------------------------------------------- | ---------------------------------------------- |
|                    | Antiga Grande Bulgária               | 632                                            | 668                                            |
|                    | Antiga Confederação Helvética        | c.1300                                         | 1798                                           |
|                    | Aq Qoyunlu                           | 1378                                           | 1501                                           |
|                    | Arcebispado de Mainz                 | 780                                            | 1803                                           |
|                    | Arcebispado de Salzburgo             | 1278                                           | 1803                                           |
|                    | Arcebispado de Riga                  | 1186                                           | 1561                                           |
|                    | Arquiducado da Áustria               | 1358                                           | 1804                                           |
|                    | Banato da Bósnia                     | 1154                                           | 1377                                           |
|                    | Beilhique da Caramânia               | 1250                                           | 1487                                           |
|                    | Beilhique de Aidim                   | 1308                                           | 1426                                           |
|                    | Beilhique de Alaiye                  | 1239                                           | 1471                                           |
|                    | Beilhique de Isfendiar               | 1292                                           | 1461                                           |
|                    | Beilhique de Teke                    | 1292                                           | 1461                                           |
|                    | Bispado de Brandemburgo              | 948/1161                                       | 983/1598                                       |
|                    | Bispado de Brixen                    | 1027                                           | 1803                                           |
|                    | Bispado de Halberstadt               | 1180                                           | 1648                                           |
|                    | Bispado de Lubeck                    | 1180                                           | 1803                                           |
|                    | Bispado de Minden                    | 1180                                           | 1648                                           |
|                    | Bispado de Utrecht                   | 1024                                           | 1528                                           |
|                    | Bispado de Worms                     | 861                                            | 1802                                           |
|                    | Bispado de Wurzburgo                 | 1168                                           | 1803                                           |
|                    | Bulgária do Volga                    | século VII                                     | 1240                                           |
|                    | Burgraviato de Nurembergue           | 1105                                           | 1440                                           |
|                    | Califado Abássida                    | 750                                            | 1258                                           |
|                    | Califado Almóada                     | 1121                                           | 1269                                           |
|                    | Califado de Córdova                  | 929                                            | 1031                                           |
|                    | Califado Fatímida                    | 909                                            | 1171                                           |
|                    | Califado Idríssida                   | 788                                            | 974                                            |
|                    | Califado Omíada                      | 661                                            | 750                                            |
|                    | Califado Ortodoxo                    | 632                                            | 661                                            |
|                    | Canato Avar                          | século XIII                                    | 1864                                           |
|                    | Canato Caracânida                    | 840                                            | 1212                                           |
|                    | Canato da Crimeia                    | 1449                                           | 1783                                           |
|                    | Canato da Horda Dourada              | 1240                                           | 1502                                           |
|                    | Canato de Chagatai                   | 1225 / 1340 (Ocidental) / 1340 (Oriental)      | 1340 / 1370 (Ocidental) / 1680 (Oriental)      |
|                    | Canato de Cazã                       | 1438                                           | 1552                                           |
|                    | Cantrefe de Maelienydd               | Século VIII                                    | 1277                                           |
|                    | Cantrefe de Rhos                     | Século XI                                      | 1583                                           |
|                    | Cazária                              | c.650                                          | c.1048                                         |
|                    | Cidade Imperial Livre de Nurembergue | 1219                                           | 1806                                           |
|                    | Cidade Livre de Aachen               | 1306                                           | 1801                                           |
|                    | Cidade Livre de Besançon             | 1184                                           | 1654                                           |
|                    | Cidade Livre de Lübeck               | 1226                                           | 1811                                           |
|                    | Cidade Livre de Frankfurt            | 1372                                           | 1806                                           |
|                    | Commote de Gwrtheyrnion              | Século V                                       | 1277                                           |
|                    | Condado da Borgonha                  | 982                                            | 1678                                           |
|                    | Condado da Flandres                  | 866                                            | 1795                                           |
|                    | Condado da Holanda                   | 1091                                           | 1581                                           |
|                    | Condado da Zelândia                  | 1012                                           | 1795                                           |
|                    | Condado de Anhalt                    | 1030                                           | 1212                                           |
|                    | Condado de Aragão                    | 802 ou 809                                     | 1035                                           |
|                    | Condado de Bar                       | 1033                                           | 1354                                           |
|                    | Condado de Barcelona                 | 801                                            | 1162                                           |
|                    | Condado de Bentheim                  | c.1050                                         | 1806                                           |
|                    | Condado de Berg                      | 1101                                           | 1815                                           |
|                    | Condado de Blankemburgo              | 1123                                           | 1707                                           |
|                    | Condado de Bolonha                   | 896                                            | 1501                                           |
|                    | Condado de Brabante                  | 1085                                           | 1183                                           |
|                    | Condado de Buren                     | c.944                                          | 1795                                           |
|                    | Condado de Castela                   | 850                                            | 1605                                           |
|                    | Condado de Cleves                    | 1092                                           | 1417                                           |
|                    | Condado de Eberstein                 | 1085                                           | 1660                                           |
|                    | Condado de Edessa                    | 1095                                           | 1150                                           |
|                    | Condado de Furstenbergue             | 1218                                           | 1408                                           |
|                    | Condado de Genebra                   | século X                                       | 1401                                           |
|                    | Condado de Gorizia                   | 1121                                           | 1741                                           |
|                    | Condado de Guastalla                 | 1406                                           | 1621                                           |
|                    | Condado de Hainaut                   | c.900                                          | 1797                                           |
|                    | Condado de Horne                     | 920                                            | 1795                                           |
|                    | Condado de Hoya                      | 1202                                           | 1582                                           |
|                    | Condado de Loon                      | 1040                                           | 1366                                           |
|                    | Condado de Manderscheid              | século X                                       | 1488                                           |
|                    | Condado de Mark                      | c.1198                                         | 1807                                           |
|                    | Condado de Namur                     | 981                                            | 1795                                           |
|                    | Condado de Nassau                    | 1125                                           | 1806                                           |
|                    | Condado de Nassau-Saarbrücken        | 1381                                           | 1797                                           |
|                    | Condado de Nevers                    | século X                                       | 1798                                           |
|                    | Condado de Novellara                 | 1371                                           | 1737                                           |
|                    | Condado de Ravensbergue              | 1140                                           | 1807                                           |
|                    | Condado de Saboia                    | 1003                                           | 1416                                           |
|                    | Condado de Salm                      | 1019                                           | 1815                                           |
|                    | Condado de Sayn                      | século XI                                      | 1605                                           |
|                    | Condado de Schaumburgo               | 1110                                           | 1640                                           |
|                    | Condado de Solms-Braunfels           | 1258                                           | 1742                                           |
|                    | Condado de Sponheim                  | século XI                                      | 1804                                           |
|                    | Condado de Stolbergue                | 1210                                           | 1548                                           |
|                    | Condado de Tecklemburgo              | século XI                                      | 1808                                           |
|                    | Condado de Trípoli                   | 1102                                           | 1289                                           |
|                    | Condado de Wernigerode               | 1121                                           | 1429                                           |
|                    | Condado de Wittgenstein              | 1174                                           | 1357                                           |
|                    | Condado de Zollern                   | 1052                                           | 1576                                           |
|                    | Condado de Zutphen                   | 1046                                           | 1798                                           |
|                    | Condado de Zweibrücken               | 1182                                           | 1394                                           |
|                    | Condado de Zweibrücken-Bitsch        | 1286 ou 1302                                   | 1570                                           |
|                    | Condado do Tirol                     | 1140                                           | 1919                                           |
|                    | Condado Palatino do Reno             | 1085                                           | 1803                                           |
|                    | Condado Portucalense                 | 868                                            | 1139                                           |
|                    | Confederação Chalca                  | 1162                                           | 1465                                           |
|                    | Confederação Cumano-Quipchaca        | 900                                            | 1220                                           |
|                    | Confederação da Livônia              | 1228                                           | 1560                                           |
|                    | Confederação do Cordeiro Negro       | 1375                                           | 1468                                           |
|                    | Coroa de Aragão                      | 1164                                           | 1707                                           |
|                    | Coroa de Castela                     | 1230                                           | 1516                                           |
|                    | Couto Misto                          | século X                                       | 1868                                           |
|                    | Czarado de Vidin                     | 1356                                           | 1422                                           |
|                    | Despotado da Sérvia                  | 1402                                           | 1459                                           |
|                    | Ducado da Aquitânia                  | 602                                            | 1453                                           |
|                    | Ducado da Áustria                    | 1156                                           | 1453                                           |
|                    | Ducado da Baixa Lorena               | 959                                            | 1190                                           |
|                    | Ducado da Baviera                    | c.555                                          | 1623                                           |
|                    | Ducado da Boêmia                     | c.870                                          | 1198                                           |
|                    | Ducado da Borgonha                   | 1032                                           | 1477                                           |
|                    | Ducado da Bretanha                   | 939                                            | 1547                                           |
|                    | Ducado da Caríntia                   | 976                                            | 1918                                           |
|                    | Ducado da Estíria                    | 1180                                           | 1918                                           |
|                    | Ducado da Francônia                  | 906                                            | 1196                                           |
|                    | Ducado da Lorena                     | 959                                            | 1766                                           |
|                    | Ducado da Mazóvia                    | 1138                                           | 1526                                           |
|                    | Ducado da Pomerânia                  | 1121                                           | 1637                                           |
|                    | Ducado da Saxônia                    | século VII                                     | 1260                                           |
|                    | Ducado da Silésia                    | 1138                                           | 1335                                           |
|                    | Ducado da Suábia                     | 915                                            | 1313                                           |
|                    | Ducado da Turíngia                   | 631                                            | 1440                                           |
|                    | Ducado da Vascônia                   | 602                                            | 1453                                           |
|                    | Ducado da Vestfália                  | 1102                                           | 1803                                           |
|                    | Ducado de Atenas                     | 1204                                           | 1458                                           |
|                    | Ducado de Amalfi                     | 958                                            | 1137                                           |
|                    | Ducado de Bar                        | 1354                                           | 1766                                           |
|                    | Ducado de Brabante                   | 1183                                           | 1430                                           |
|                    | Ducado de Bragança                   | 1446                                           | 1910                                           |
|                    | Ducado de Brunsvique-Luneburgo       | 1235                                           | 1806                                           |
|                    | Ducado de Cândia                     | 1205                                           | 1669                                           |
|                    | Ducado de Cleves                     | 1417                                           | 1795                                           |
|                    | Ducado de Dol-Comburgo               | 848                                            | 1789                                           |
|                    | Ducado de Drutsk                     | 1101                                           | 1565                                           |
|                    | Ducado de Eslésvico                  | 1058                                           | 1866                                           |
|                    | Ducado de Ferrara                    | 1450                                           | 1597                                           |
|                    | Ducado de Gueldres                   | 1096                                           | 1795                                           |
|                    | Ducado de Jülich                     | c.1003                                         | 1794                                           |
|                    | Ducado de Limburgo                   | 1065                                           | 1795                                           |
|                    | Ducado de Milão                      | 1395                                           | 1796                                           |
|                    | Ducado de Módena e Régio             | 1452                                           | 1796                                           |
|                    | Ducado de Naxos                      | 1207                                           | 1579                                           |
|                    | Ducado de Opole                      | 1172 / 1281                                    | 1202 / 1532                                    |
|                    | Ducado de Racibórz                   | 1172 / 1281                                    | 1202 / 1532                                    |
|                    | Ducado de Saboia                     | 1416                                           | 1792                                           |
|                    | Ducado de Santo Saba                 | 1435                                           | 1483                                           |
|                    | Ducado de Saxe-Lauemburgo            | 1296                                           | 1803                                           |
|                    | Ducado de Túscia                     | 574                                            | 774                                            |
|                    | Ducado de Urbino                     | 1213                                           | 1625                                           |
|                    | Ducado do Friul                      | 569                                            | 828                                            |
|                    | Eleitorado da Saxônia                | 1356                                           | 1806                                           |
|                    | Eleitorado de Colônia                | 953                                            | 1803                                           |
|                    | Eleitorado de Tréveris               | 898                                            | 1801                                           |
|                    | Emirado de Creta                     | 824                                            | 961                                            |
|                    | Emirado de Necor                     | 710                                            | 1019                                           |
|                    | Emirado Tulúnida                     | 868                                            | 905                                            |
|                    | Estado da Ordem Teutônica            | 1230                                           | 1525                                           |
|                    | Estado de Danta                      | 1061                                           | 1948                                           |
|                    | Estado de Dharampur                  | 1262                                           | 1948                                           |
|                    | Estado de Idar                       | c.1257                                         | 1948                                           |
|                    | Estado de Hsenwi                     | século VII                                     | 1888                                           |
|                    | Estados Papais                       | 752                                            | 1789                                           |
|                    | Grão-Canato Avar                     | 567                                            | 804                                            |
|                    | Grão-Canato Uigur                    | 744                                            | 840                                            |
|                    | Grão-Ducado da Lituânia              | c.1236                                         | 1795                                           |
|                    | Grão-Ducado de Moscou                | 1283                                           | 1547                                           |
|                    | Grão-Principado da Hungria           | 895                                            | 1000                                           |
|                    | Grão-Principado da Sérvia            | 1091                                           | 1217                                           |
|                    | Horda Nogai                          | 1440                                           | 1634                                           |
|                    | Ilcanato                             | 1256                                           | 1335 ou 1353                                   |
|                    | Imamate de Omã                       | 751                                            | 1970                                           |
|                    | Império Aiúbida                      | 1171                                           | 1342                                           |
| Império Almorávida | 1040                                 | 1147                                           |                                                |
|                    | Império Angevino                     | 1154                                           | 1259                                           |
|                    | Império Asteca                       | 1428                                           | 1521                                           |
|                    | Império Bizantino                    | 395                                            | 1453                                           |
|                    | Império Carolíngio                   | 800                                            | 888                                            |
|                    | Império Chaluquia                    | 543                                            | 753                                            |
|                    | Império Chaluquia Ocidental          | 973                                            | 1189                                           |
|                    | Império Chinês Jin                   | 1115                                           | 1234                                           |
|                    | Império Chinês Liao                  | 900                                            | 1125                                           |
|                    | Império Chinês Ming                  | 1368                                           | 1644                                           |
|                    | Império Chinês Song                  | 960                                            | 1279                                           |
|                    | Império Chinês Tang                  | 618                                            | 907                                            |
|                    | Império Chinês Yuan                  | 1271                                           | 1368                                           |
|                    | Império Chola                        | 300 a.c                                        | 1279                                           |
|                    | Império Corásmio                     | 1077                                           | 1231                                           |
|                    | Império de Bornu                     | 1380                                           | 1893                                           |
|                    | Império de Brunei                    | 1368                                           | 1888                                           |
|                    | Império de Harsha                    | 606                                            | 647                                            |
|                    | Império de Canem                     | c.700                                          | 1387                                           |
|                    | Império de Majapaite                 | 1293                                           | 1527                                           |
|                    | Império de Pagã                      | c.1050                                         | 1297                                           |
|                    | Império de Trebizonda                | 1204                                           | 1461                                           |
| [ 9 ]              | Império do Benim                     | 1180                                           | 1897                                           |
|                    | Império do Gana                      | Década de 750                                  | 1240                                           |
|                    | Império do Mar do Norte              | 1016                                           | 1035                                           |
|                    | Império Etíope                       | 1137                                           | 1936                                           |
|                    | Império Gasnévida                    | 963                                            | 1187                                           |
|                    | Império Ganga Ocidental              | 350                                            | 1000                                           |
|                    | Império Goturco                      | 552/659                                        | 682/744                                        |
|                    | Império Gupta                        | 320                                            | 550                                            |
|                    | Império Hoysala                      | 1026                                           | 1343                                           |
|                    | Império Heftalita                    | 408                                            | 670                                            |
|                    | Império Inca                         | 1438                                           | 1533                                           |
|                    | Império Karkota                      | 625                                            | 885                                            |
|                    | Império Khmer                        | 802                                            | 1431                                           |
|                    | Império Latino                       | 1204                                           | 1261                                           |
|                    | Império Merínida                     | 1244                                           | 1465                                           |
|                    | Império Mongol                       | 1206                                           | 1368                                           |
|                    | Império Monomotapa                   | 1430                                           | 1760                                           |
|                    | Império Norueguês                    | 872                                            | 1397                                           |
|                    | Império Otomano                      | 1299                                           | 1923                                           |
|                    | Império Pala                         | século VIII                                    | século XII                                     |
|                    | Império Português                    | 1415                                           | 1999                                           |
|                    | Império Pratiara                     | século VII                                     | 1036                                           |
|                    | Império Rastracuta                   | 752                                            | 982                                            |
|                    | Império Sassânida                    | 224                                            | 651                                            |
|                    | Império Seljúcida                    | 1037                                           | 1194                                           |
|                    | Império Sérvio                       | 1346                                           | 1371                                           |
|                    | Império Tibetano                     | 618                                            | 842                                            |
|                    | Império Timúrida                     | 1370                                           | 1507                                           |
|                    | Império Tu'i Tonga                   | 950                                            | 1865                                           |
|                    | Império Vakataka                     | c.250                                          | c.500                                          |
|                    | Irmãos Livônios da Espada            | 1218                                           | 1562                                           |
|                    | Marca da Áustria                     | 976                                            | 1156                                           |
|                    | Marca da Lusácia                     | 965                                            | 1367                                           |
|                    | Marca da Morávia                     | 1182                                           | 1918                                           |
|                    | Marca de Baden                       | 1112                                           | 1803                                           |
|                    | Marca de Brandemburgo                | 1157                                           | 1806                                           |
|                    | Marca de Landsbergue                 | 1261                                           | 1347                                           |
|                    | Marca de Mântua                      | 1433                                           | 1530                                           |
|                    | Marca de Meissen                     | 965                                            | 1423                                           |
|                    | Marca de Monferrato                  | 961                                            | 1574                                           |
|                    | Primeiro Império Búlgaro             | 681                                            | 1018                                           |
|                    | Principado da Acaia                  | 1205                                           | 1432                                           |
|                    | Principado da Catalunha              | 1162                                           | 1716                                           |
|                    | Principado da Galícia                | 1124 / 1205                                    | 1199 / 1239                                    |
|                    | Principado da Grande Pérmia          | 1325                                           | 1505                                           |
|                    | Principado da Moldávia               | 1346                                           | 1859                                           |
|                    | Principado da Volínia                | 987                                            | 1199                                           |
|                    | Principado de Anhalt                 | 1212                                           | 1252                                           |
|                    | Principado de Anhalt-Bernburgo       | 1252                                           | 1468                                           |
|                    | Principado de Anhalt-Dessávia        | 1396                                           | 1562                                           |
|                    | Principado de Anhalt-Köthen          | 1396                                           | 1562                                           |
|                    | Principado de Anhalt-Zerbst          | 1252                                           | 1396                                           |
|                    | Principado de Ansbach                | 1398                                           | 1806                                           |
|                    | Principado de Antioquia              | 1098                                           | 1268                                           |
|                    | Principado de Brunsvique-Volfembutel | 1269                                           | 1815                                           |
|                    | Principado de Carantânia             | 658                                            | 828                                            |
|                    | Principado de Czernicóvia            | 988                                            | 1402                                           |
|                    | Principado de Esmolensco             | 1054                                           | 1387                                           |
|                    | Principado de Gales                  | 1216                                           | 1542                                           |
|                    | Principado de Gotinga                | 1286                                           | 1495                                           |
|                    | Principado de Mesquécia              | 1268                                           | 1628                                           |
|                    | Principado de Khachen                | 1261                                           | 1750                                           |
|                    | Principado de Quieve                 | 1132                                           | 1471                                           |
|                    | Rússia de Quieve                     | 882                                            | 1240                                           |
|                    | Principado de Lipa                   | 1123                                           | 1918                                           |
|                    | Principado de Novogárdia Sevéria     | 1185                                           | 1240                                           |
|                    | Principado de Premíslia              | 1085                                           | 1141                                           |
|                    | Principado de Pereaslávia            | 988                                            | 1239 ou 1323                                   |
|                    | Principado de Piombino               | 1398                                           | 1805                                           |
|                    | Principado de Polócia                | 987                                            | 1397                                           |
|                    | Principado de Powys Fadog            | 1160                                           | 1277                                           |
|                    | Principado de Powys Wenwynwyn        | 1160                                           | 1283                                           |
|                    | Principado de Pscóvia                | 862                                            | 1230                                           |
|                    | Principado de Resânia                | 1097                                           | 1521                                           |
| [ 10 ]             | Principado de Rúgia                  | 1168                                           | 1325                                           |
|                    | Principado de Teodoro                | século XIV                                     | 1475                                           |
|                    | Principado de Trubetsk               | 1164                                           | 1566                                           |
|                    | Principado de Tuéria                 | 1246                                           | 1485                                           |
|                    | Principado de Vladimir-Susdália      | 1157                                           | 1331                                           |
|                    | Principado de Waldecky-Pyrmont       | 1180                                           | 1918                                           |
|                    | Principado de Zeta                   | 1360                                           | 1514                                           |
|                    | Principado Episcopal de Augsburgo    | c. 888                                         | 1803                                           |
|                    | Principado Episcopal de Basel        | 1032                                           | 1803                                           |
|                    | Principado Episcopal de Bamberga     | 1245                                           | 1802                                           |
|                    | Principado Episcopal de Cammin       | 1248                                           | 1650                                           |
|                    | Principado Episcopal de Liège        | 980                                            | 1789                                           |
|                    | Principado Episcopal de Münster      | 1180                                           | 1802                                           |
|                    | Principado Episcopal de Osnabruque   | 1225                                           | 1803                                           |
|                    | Principado Episcopal de Paderborn    | 1281                                           | 1802                                           |
|                    | Principado Episcopal de Speyer       | 888                                            | 1802                                           |
|                    | Principado Episcopal de Trento       | 1027                                           | 1803                                           |
|                    | Rajanato de Butuan                   | 1001                                           | 1756                                           |
|                    | Rajanato de Cebu                     | c.1200                                         | 1565                                           |
|                    | Reino Armênio da Cilícia             | 1198                                           | 1375                                           |
|                    | Reino Bagrátida da Armênia           | 880                                            | 1045                                           |
|                    | Reino da Ânglia Oriental             | século VI                                      | 918                                            |
|                    | Reino da Abecásia                    | 778                                            | 1008                                           |
|                    | Reino da Alódia                      | 600                                            | 1504                                           |
|                    | Reino da Austrásia                   | 511                                            | 751                                            |
|                    | Reino da Bernícia                    | Século VI                                      | 654                                            |
|                    | Reino da Boémia                      | 1198                                           | 1918                                           |
|                    | Reino da Bósnia                      | 1377                                           | 1463                                           |
|                    | Reino da Croácia (medieval)          | 925                                            | 1526                                           |
|                    | Reino da Escócia                     | 843                                            | 1707                                           |
|                    | Reino da França                      | 843                                            | 1792                                           |
|                    | Reino da Frísia                      | 600                                            | 734                                            |
|                    | Reino da Galícia-Volínia             | 1199                                           | 1349                                           |
|                    | Reino da Galiza                      | 409                                            | 1833                                           |
|                    | Reino da Geórgia                     | 1008                                           | 1490                                           |
|                    | Reino da Hungria                     | 1000                                           | 1526                                           |
|                    | Reino da Imerícia                    | 1260                                           | 1810                                           |
|                    | Reino da Inglaterra                  | c.927                                          | 1707                                           |
|                    | Reino da Lotaríngia                  | 855                                            | 959                                            |
|                    | Reino da Macúria                     | 340 / 1286                                     | 1276 / 1317                                    |
|                    | Reino da Mércia                      | 527                                            | 919                                            |
|                    | Reino da Nêustria                    | 511                                            | 751                                            |
|                    | Reino da Nobácia                     | 350                                            | c.650                                          |
|                    | Reino da Nortúmbria                  | 653                                            | 954                                            |
|                    | Reino da Polônia                     | 1025                                           | 1385                                           |
|                    | Reino da Polônia (Jaguelônios)       | 1385                                           | 1569                                           |
|                    | Reino da Sardenha                    | 1297                                           | 1861                                           |
|                    | Reino da Sérvia                      | 1217                                           | 1346                                           |
|                    | Reino da Sicília                     | 1130                                           | 1816                                           |
|                    | Reino das Astúrias                   | 718                                            | 924                                            |
|                    | Reino de Aiutaia                     | 1357                                           | 1767                                           |
|                    | Reino de Aragão                      | 1035                                           | 1707                                           |
|                    | Reino de Ava                         | 1364                                           | 1555                                           |
|                    | Reino de Balhae                      | 698                                            | 926                                            |
|                    | Reino de Bali                        | 914                                            | 1908                                           |
|                    | Reino de Bisnaga                     | 1336                                           | 1646                                           |
|                    | Reino de Castela                     | 850                                            | 1230                                           |
|                    | Reino de Champa                      | 192                                            | 1832                                           |
|                    | Reino de Chenla                      | 550                                            | 802                                            |
|                    | Reino de Cota                        | 1412                                           | 1597                                           |
|                    | Reino de Đại Cồ Việt                 | 1009                                           | 1054                                           |
|                    | Reino de Đại Ngu                     | 1400                                           | 1407                                           |
|                    | Reino de Đại Việt                    | 1054 (Dinastia Lý) / 1428 (Dinastia Lê Tardia) | 1400 (Dinastia Lý) / 1786 (Dinastia Lê Tardia) |
|                    | Reino de Dali                        | 937 / 1096                                     | 1095 / 1253                                    |
|                    | Reino de Dalriada                    | Século V / c. 730 (Sob domínio dos Pictos)     | c. 730 / 839 (Sob domínio dos Pictos)          |
|                    | Reino de Deheubarth                  | 920                                            | 1197                                           |
|                    | Reino de Deira                       | c.450                                          | 654                                            |
|                    | Reino de Desmond                     | 1198                                           | 1596                                           |
|                    | Reino de Dyfed                       | c.410                                          | 920                                            |
|                    | Reino de Elmet                       | Século V                                       | 627                                            |
|                    | Reino de Fez                         | século VIII                                    | 1912                                           |
|                    | Reino de Essex                       | 527                                            | 825                                            |
|                    | Reino de Funan                       | 68                                             | 550                                            |
|                    | Reino de Galu                        | 669                                            | 1182                                           |
|                    | Reino de Gododdin                    | século V                                       | 638                                            |
|                    | Reino de Gwent                       | século V / 974                                 | 942 / 1063                                     |
|                    | Reino de Hanthawaddy Pegu            | 1287                                           | 1552                                           |
|                    | Reino de Jafanapatão                 | 1215                                           | 1619                                           |
|                    | Reino de Jerusalém                   | 1099                                           | 1291                                           |
|                    | Reino de Kent                        | c.455                                          | 871                                            |
|                    | Reino de Lanna                       | 1292                                           | 1775                                           |
|                    | Reino de Lavo                        | 450                                            | 1388                                           |
|                    | Reino de Leão                        | 910                                            | 1230                                           |
|                    | Reino de Maiçor                      | 1399                                           | 1950                                           |
|                    | Reino de Maiorca                     | 1231                                           | 1715                                           |
|                    | Reino de Mann e das Ilhas            | 1079                                           | 1266                                           |
|                    | Reino de Medangue                    | 732                                            | 1006                                           |
|                    | Reino de Melayu                      | 688                                            | 1377                                           |
|                    | Reino de Nápoles                     | 1282                                           | 1799                                           |
|                    | Reino de Navarra                     | 824                                            | 1620                                           |
|                    | Reino de Odoacro                     | 476                                            | 493                                            |
|                    | Reino de Pagã                        | 849                                            | c.1050                                         |
|                    | Reino de Portugal                    | 1139                                           | 1910                                           |
|                    | Reino de Powys                       | século V                                       | 1160                                           |
|                    | Reino de Rheged                      | século V                                       | 730                                            |
|                    | Reino de Rhos                        | século V                                       | século VI                                      |
|                    | Reino de Ryukyu                      | 1429                                           | 1879                                           |
|                    | Reino de Seisyllwg                   | 680                                            | 920                                            |
|                    | Reino de Siágrio                     | 457                                            | 486                                            |
|                    | Reino de Silla                       | 57 a.C                                         | 935                                            |
|                    | Reino de Singapura                   | 1299                                           | 1398                                           |
|                    | Reino de Strathclyde                 | século V                                       | c. 1030                                        |
|                    | Reino de Sucotai                     | 1238                                           | 1438                                           |
|                    | Reino de Sonda                       | 669                                            | 1579                                           |
|                    | Reino de Sussex                      | c.477                                          | 860                                            |
|                    | Reino de Syunik                      | 987                                            | 1170                                           |
|                    | Reino de Tessalônica                 | 1204                                           | 1224                                           |
|                    | Reino de Thomond                     | 1118                                           | 1543                                           |
|                    | Reino de Tlemecém                    | 1235                                           | 1556                                           |
|                    | Reino de Tondo                       | Antes de 900                                   | 1589                                           |
|                    | Reino de Valência                    | 1238                                           | 1707                                           |
|                    | Reino de Vạn Xuân                    | 544                                            | 602                                            |
|                    | Reino de Venedócia                   | século V                                       | 1216                                           |
|                    | Reino de Wessex                      | 519                                            | século X                                       |
|                    | Reino do Algarve                     | 1242                                           | 1910                                           |
|                    | Reino do Chipre                      | 1192                                           | 1489                                           |
|                    | Reino do Congo                       | 1390                                           | 1914                                           |
|                    | Reino Franco                         | 481                                            | 843                                            |
|                    | Reino Franco Ocidental               | 843                                            | 987                                            |
|                    | Reino Franco Oriental                | 843                                            | 919                                            |
|                    | Reino Goguryeo                       | 37 a.C                                         | 668                                            |
|                    | Reino Goryeo                         | 918                                            | 1392                                           |
|                    | Reino Haféssida                      | 1229                                           | 1574                                           |
|                    | Reino Iquíxida                       | 935                                            | 969                                            |
|                    | Reino Joseon                         | 1392                                           | 1897                                           |
|                    | Reino Lombardo                       | 568                                            | 774                                            |
|                    | Reino Nacérida                       | 1238                                           | 1492                                           |
|                    | Reino Ostrogótico                    | 493                                            | 553                                            |
|                    | Reino Rustâmida                      | 767                                            | 909                                            |
|                    | Reino Suevo                          | 411                                            | 585                                            |
|                    | Reino Vândalo                        | 435                                            | 534                                            |
|                    | Reino Visigótico                     | 418                                            | 721                                            |
|                    | Reino Zírida                         | 973                                            | 1148                                           |
|                    | República de Florença                | 1115                                           | 1532                                           |
|                    | República de Gênova                  | 1005                                           | 1797                                           |
|                    | República de Novogárdia              | 1136                                           | 1478                                           |
|                    | República de Pisa                    | 1060                                           | 1406                                           |
|                    | República de Pskov                   | 1348                                           | 1510                                           |
|                    | República de Ragusa                  | 1358                                           | 1808                                           |
|                    | República de Veneza                  | 697                                            | 1797                                           |
|                    | Sacro Império Romano-Germânico       | 962                                            | 1806                                           |
|                    | Shamcalato de Gazimuque              | século VIII                                    | 1642                                           |
|                    | Segundo Império Búlgaro              | 1185                                           | 1396                                           |
|                    | Senhorio da Irlanda                  | 1171                                           | 1542                                           |
|                    | Sérvia Morávia                       | 1373                                           | 1403                                           |
|                    | Silla Unificada                      | 668                                            | 935                                            |
|                    | Sultanato de Adal                    | 1415                                           | 1559                                           |
|                    | Sultanato de Ajurã                   | século XIII                                    | século XVII                                    |
|                    | Sultanato de Bamani                  | 1347                                           | 1527                                           |
|                    | Sultanato de Bengala                 | 1342                                           | 1538                                           |
|                    | Sultanato de Cirebon                 | 1445                                           | 1677                                           |
|                    | Sultanato de Déli                    | 1206                                           | 1526                                           |
|                    | Sultanato de Guzarate                | 1407                                           | 1573                                           |
|                    | Sultanato de Ifate                   | 1285                                           | 1415                                           |
|                    | Sultanato de Rum                     | 1077                                           | 1308                                           |
|                    | Sultanato de Sulu                    | 1405                                           | 1986                                           |
|                    | Sultanato de Warsangali              | 1218                                           | 1886                                           |
|                    | Sultanato Mameluco do Egito          | 1250                                           | 1517                                           |
|                    | União de Kalmar                      | 1397                                           | 1523                                           |
|                    | Xogunato Ashikaga                    | 1336                                           | 1573                                           |
|                    | Xogunato Kamakura                    | 1185                                           | 1333                                           |

## Idade Moderna (1453-1789)
| Imagem | Nome (em ordem alfabética)             | fundação           | Extinção           |
| ------ | -------------------------------------- | ------------------ | ------------------ |
|        | Canato Cazaque                         | 1456               | 1847               |
|        | Canato de Astracã                      | 1466               | 1556               |
|        | Canato de Bucara                       | 1466               | 1556               |
|        | Canato de Kalat                        | 1666               | 1955               |
|        | Canato de Quiva                        | 1511               | 1920               |
|        | Canato de Kokand                       | 1709               | 1876               |
|        | Comunidade da Inglaterra               | 1649               | 1653               |
|        | Condado da Frísia Oriental             | 1464               | 1744               |
|        | Condado de Gorizia e Gradisca          | 1754               | 1919               |
|        | Condado de Hanau-Lichtenbergue         | 1456 / 1480        | 1480 / 1736        |
|        | Condado de Hesse-Darmstadt             | 1474               | 1864               |
|        | Condado de Hohenzollern-Hechingen      | 1576               | 1623               |
|        | Condado de Kexholm                     | 1634               | 1721               |
|        | Condado de Solms-Hohensolms-Lich       | 1718               | 1792               |
|        | Confederação Aro                       | 1690               | 1902               |
|        | Czarado da Rússia                      | 1547               | 1864               |
|        | Ducado da Curlândia e Semigália        | 1561               | 1795               |
|        | Ducado da Holsácia                     | 1474               | 1864               |
|        | Ducado da Prússia                      | 1525               | 1701               |
|        | Ducado de Castro                       | 1537               | 1649               |
|        | Ducado de Florença                     | 1532               | 1569               |
|        | Ducado de Guastalla                    | 1621               | 1748               |
|        | Ducado de Massa e Carrara              | 1473               | 1829               |
|        | Ducado de Oldemburgo                   | 1621               | 1748               |
|        | Ducado de Parma e Placência            | 1545               | 1808               |
|        | Ducado de Saxe-Altemburgo              | 1602               | 1672               |
|        | Ducado de Saxe-Coburgo                 | 1596 / 1680        | 1633 / 1735        |
|        | Ducado de Saxe-Coburgo-Saalfeld        | 1735               | 1826               |
|        | Ducado de Saxe-Eisenach                | 1596 / 1640 / 1662 | 1638 / 1644 / 1809 |
|        | Ducado de Saxe-Gota                    | 1640               | 1680               |
|        | Ducado de Saxe-Gota-Altemburgo         | 1680               | 1826               |
|        | Ducado de Saxe-Hildburghausen          | 1680               | 1826               |
|        | Ducado de Saxe-Meiningen               | 1680               | 1918               |
|        | Ducado de Saxe-Saalfeld                | 1680               | 1735               |
|        | Ducado de Saxe-Weimar                  | 1572               | 1809               |
|        | Ducado de Saxe-Weissenfels             | 1656               | 1746               |
|        | Ducado do Palatinado-Neuburgo          | 1505               | 1808               |
|        | Eleitorado de Hanôver                  | 1692               | 1814               |
|        | Estado de Bopal                        | 1707               | 1949               |
|        | Grão-ducado da Toscana                 | 1569               | 1801               |
|        | Império Afsárida                       | 1736               | 1796               |
|        | Império Axante                         | 1670 / 1701        | 1902               |
|        | Império Britânico                      | 1583               | 1997               |
|        | Império Cajar                          | 1785               | 1925               |
|        | Império Chinês Qing                    | 1636               | 1912               |
|        | Império colonial dinamarquês           | 1536               | 1953               |
|        | Império colonial francês               | 1534               | 1980               |
|        | Império colonial holandês              | 1581               | 1975               |
|        | Império colonial sueco                 | 1638 / 1784        | 1663 / 1878        |
|        | Império Espanhol                       | 1492               | 1975               |
|        | Império Durrani                        | 1747               | 1823               |
|        | Império Habsburgo                      | 1526               | 1804               |
|        | Império Marata                         | 1674               | 1818               |
|        | Império Mogol                          | 1526               | 1857               |
|        | Império Russo                          | 1721               | 1917               |
|        | Império Safávida                       | 1501               | 1736               |
|        | Império Songai                         | c.1464             | 1591               |
|        | O Protetorado                          | 1653               | 1659               |
|        | Principado de Anhalt                   | 1562               | 1603               |
|        | Principado de Anhalt-Bernburgo         | 1603               | 1806               |
|        | Principado de Anhalt-Dessávia          | 1603               | 1806               |
|        | Principado de Anhalt-Harzgerode        | 1635               | 1709               |
|        | Principado de Anhalt-Köthen            | 1603               | 1806               |
|        | Principado de Anhalt-Zerbst            | 1544 / 1603        | 1562 / 1793        |
|        | Principado de Calembergue              | 1494               | 1705               |
|        | Prússia Real                           | 1466               | 1772               |
|        | Reino da Caquécia                      | 1465               | 1762               |
|        | Reino da Hungria                       | 1526               | 1867               |
|        | Reino da Prússia                       | 1701               | 1918               |
|        | Reino de Cártlia                       | 1466               | 1762               |
|        | Reino de Candia                        | 1469               | 1815               |
|        | Reino de Đại Việt (Dinastia Lê Tardia) | 1428               | 1786               |
|        | Reino de Đại Việt (Dinastia Tây Sơn)   | 1778               | 1802               |
|        | Reino de Granada                       | 1492               | 1833               |
|        | Reino de Ceitavaca                     | 1521               | 1594               |
|        | República das Duas Nações              | 1569               | 1795               |
|        | Sultanato de Achém                     | 1496               | 1903               |
|        | Sultanato de Banten                    | 1527               | 1813               |
|        | Sultanato de Bengala                   | 1342 / 1555        | 1538 / 1576        |
|        | Sultanato de Maguindanao               | 1500               | 1888               |
|        | Sultanato Oatácida                     | 1472               | 1554               |
|        | Sultanato Saadiano                     | 1509               | 1659               |
|        | Xogunato Tokugawa                      | 1600               | 1868               |

## Idade Contemporânea (1789-dias atuais)
- República Napolitana (1799)
- República Cisalpina (1797-1805)
- República Lígure (1797-1805)
- Confederação do Reno (1808-1815)
- Estado Independente da Croácia
- Ducado de Varsóvia (1807-1815. Estado satélite napoleónico)
- Grã-Colômbia (1819-1830)
- Estados Unidos da América Central ou Confederação Centro-Americana (1823-1838)
- Confederação Peru-Bolívia (1835-1839)
- República Rio-Grandense (1836-1845)
- República Juliana (1839-1839)
- República do Texas (1836-1845)
- Confederação Peru-Bolívia
- Reino das Duas Sicílias (1816-1860)
- Ducado de Parma e Placência (1545, com fim formal em 1859. Inicialmente estado satélite dos Estados Papais, foi ganhando independência, perdida em 1731 ao ser incorporado no Império Espanhol por matrimónio de Isabel Farnésio de Filipe V de Espanha, não mais a recuperando).
- Estados Confederados da América (1861-1864)
- Império Austríaco (1804-1867)
- Zululândia (1818-1879)
- Estado Livre de Orange (-1899)
- República do Transvaal (-1899)
- Estado Independente do Acre (1900)
- Império Austro-Húngaro (1867-1918)
- Coreia (-1945)
- Protectorado da Boémia e Morávia (1939-1945)
- República Social Italiana (1943-1945)
- Mandato Britânico da Palestina (1923-1948)
- República Árabe Unida (1958-1961)
- Federação das Índias Ocidentais (1958-1962)
- Biafra (1967-1970)
- Vietnã do Sul (1954-1976)
- Iémen do Norte (1918-1932; 1967-1990)
- Iémen do Sul (1990)
- Tchecoslováquia (1918-1990)
- União das Repúblicas Socialistas Soviéticas (1922-1991)
- República Democrática Alemã (1949-1990)
- República Federal Alemã (1949-1990)
- República Federal da Iugoslávia (1918-2002)
- Sérvia e Montenegro (2003-2006)